# Aeroportul Internațional Kosrae
Aeroportul Internațional Kosrae (IATA: KSA, ICAO: PTSA, FAA LID: TTK) este un aeroport din Kosrae State⁠(d), Micronezia ce deservește zona Tafunsak⁠(d).
Situat la o altitudine de 3 m, aeroportul dispune de 1 pistă.

## Infrastructură

### Piste
Aeroportul dispune de o singură pistă. Pista 5/23 are suprafața de asfalt și dimensiunile 1.753 m × 45 m. 